# Parker Stevenson
Parker Stevenson, nome d'arte di Richard Stevenson Parker Jr. (Filadelfia, 4 giugno 1952), è un attore statunitense.

## Biografia
Divenne famoso negli Stati Uniti d'America alla fine degli anni settanta per la serie Nel tunnel dei misteri con Nancy Drew e gli Hardy Boys trasmessa sulla ABC. In seguito ha fatto parte per diversi anni del cast originale di Baywatch.
Ha avuto anche ruoli occasionali in altre serie televisive, tra cui quello del magnate dei computer Steve McMillan in Melrose Place.

## Vita privata
Stevenson è stato sposato con Kirstie Alley dal 1983 al 1997.

## Filmografia

### Cinema
- Una pace individuale (A separate peace), regia di Larry Peerce (1972)
- Our Time, regia di Peter Hyams (1974)
- Il bagnino (Lifeguard), regia di Daniel Petrie (1976)
- Scuola di medicina (Stitches), regia di Alan Smithee (1985)
- Killer dallo spazio (Not of This Earth), regia di Terence H. Winkless (1997)
- Avalon - Nel profondo degli abissi (Avalon: Beyond the Abyss), regia di Philip Sgriccia (1999)
- Loaded, regia di Alan Pao (2008)
- Hidden Truth - Il delitto del lago (Hidden Truth), regia di Steven R. Monroe (2016)
- Permettimi di amarti (Mistrust), regia di Shane Stanley (2018)

### Televisione
- Gunsmoke – serie TV, episodio 19x23 (1974)
- Le strade di San Francisco (The Streets of San Francisco) – serie TV, episodio 5x04 (1976)
- Nel tunnel dei misteri con Nancy Drew e gli Hardy Boys (The Hardy Boys/Nancy Drew Mysteries) – serie TV, 46 episodi (1977-1979)
- Hotel – serie TV, episodio 1x07 (1983)
- Love Boat (The Love Boat) – serie TV, episodi 6x18-6x19-7x11 (1983)
- Falcon Crest – serie TV, 11 episodi (1984-1985)
- La signora in giallo (Murder, She Wrote) – serie TV, episodio 2x10 (1985)
- Nord e Sud (North and South, Book II) – miniserie TV, 6 puntate (1986)
- Week-end di morte (That Secret Sunday), regia di Richard A. Colla – film TV (1986)
- Matlock – serie TV, episodio 1x14 (1987)
- I viaggiatori delle tenebre (The Hitchhiker) – serie TV, episodio 4x11 (1987)
- Alfred Hitchcock presenta (Alfred Hitchcock Presents) – serie TV, episodi 1x06-3x08 (1985-1988)
- Il ritorno di Missione Impossibile (Mission: Impossible) – serie TV, episodio 1x09 (1989)
- Baywatch – serie TV, 28 episodi (1989-1999)
- Flesh 'n' Blood – serie TV, episodio 1x02 (1991)
- Blossom - Le avventure di una teenager (Blossom) – serie TV, episodio 2x15 (1992)
- Melrose Place – serie TV, 6 episodi (1993)
- La legge di Burke (Burke's Law) – serie TV, episodio 1x10 (1994)
- Giudice Amy (Judging Amy) – serie TV, episodio 3x12 (2002)
- The District – serie TV, episodio 2x21 (2002)
- La spada della verità (Legend of the Seeker) – serie TV, episodio 2x13 (2010)
- Bull – serie Tv, episodio 1x05 (2016)
- Greenhouse Academy – serie TV, 39 episodi (2017-2020)

## Doppiatori italiani
Nelle versioni in italiano delle opere in cui ha recitato, Patrick Bristow è stato doppiato da:
- Massimo Lodolo in The District
- Mauro Gravina in Greenhouse Academy
- Alberto Caneva in Bull
- Vittorio Guerrieri in Baywatch
- Luca Biagini in Permettimi di amarti